# Lov
Lov is een plaats in de Deense regio Seeland, gemeente Næstved, en telt 558 inwoners (2008).